# Попереднє замовлення
Попере́днє замо́влення або передзамовлення (англ. Pre-order) — виявлення споживачем наміру придбати той чи інший товар (роботу, послугу) до фактичної появи цього товару на ринку. Попереднє замовлення дозволяє споживачеві заздалегідь гарантовано закріпити за собою копію цього товару.
Практика оформлення попередніх замовлень широко використовується практично у всіх галузях, пов'язаних з торгівлею. Наприклад, споживач може попередньо замовити книгу популярного автора, комп'ютерну гру відомої студії або автомобіль, який з'явиться лише наступного року, а держава може оформити попереднє замовлення на авіаносець або пасажирський літак.
Найчастіше для оформлення попереднього замовлення від споживача не потрібно фінансових вкладень, якщо вартість товару, що замовляється не є надто великою, і в будь-який момент часу до факту продажу замовленого товару попереднє замовлення може бути змінене, переглянуте, скасоване. Для товарів з високою вартістю найчастіше потрібне внесення авансу.